# Chaussea
Chaussea est un groupe français de distribution de chaussures, vêtements et accessoires fondé en 1984 à Valleroy, en Meurthe-et-Moselle.

## Histoire
L'entreprise est créée en 1980, mais le premier magasin n'ouvre qu'en 1984, suivi trois années plus tard par le deuxième magasin à quelques kilomètres du premier. Les ouvertures s'enchainent ensuite année après année, au rythme de 2 à 3 magasins par an.
La première ouverture hors de France s'effectue en 2000, dans la commune de Esch-sur-Alzette, au Luxembourg.
Le cap des 200 magasins est franchi en janvier 2010. Les 300 magasins seront atteints en 2015.
Dans les années 2000, Chaussea opère différents rachats de parc de magasins en France.
En juin 2016, le groupe Chaussea reprend 19 magasins belges précédemment exploités sous l'enseigne Brantano.
En 2021, 124 magasins précédemment exploités par La Halle, et non repris par le Groupe Beaumanoir, sont repris par le groupe Chaussea.
En mai 2023, Chaussea rachète la marque San Marina. En octobre 2023, le groupe acquiert la marque Pataugas.
En mars 2024, le groupe Chaussea reprend 71 des 177 magasins lors de la liquidation de son concurrent Chauss'Expo.
Début 2024, après les derniers rachats, le groupe totalise plus de 500 magasins en France, en Belgique et au Luxembourg.

## Activité, rentabilité, effectif
|                                          | 2016   | ... | 2020   | 2021   | 2022   |
| ---------------------------------------- | ------ | --- | ------ | ------ | ------ |
| Chiffre d'affaires (en millions d'euros) | 352,08 |     | 351,74 | 459,16 | 544,96 |
| Résultat net (en millions d'euros)       | 7,32   |     | 6,24   | 20,23  | 28,23  |
| Effectif moyen annuel                    | nc     |     | 3063   | nc     | nc     |